# 小砂丘忠義
小砂丘 忠義（ささおか ただよし、1897年（明治30年）4月25日 - 1937年（昭和12年）10月10日）は、日本の教育者。本名は笹岡。生活綴方教育運動を主導。

## 履歴
1897年（明治30年）、高知県において生を受ける。父は笹岡楠蔵、植林人夫で、母は芳いずれも18歳だった。幼い頃から父と山で働いた。1917年（大正6年）高知県師範学校を卒業すると、同県内の長岡郡東本山村杉の尋常高等小学校の訓導になった。その頃の彼の述懐はこうである。
小砂丘は、綴り方は「自己という個」の発見である、という。題材は、子どもに選ばせるか、教師が課すか。もろろん、「自由選題で自由な表現を待つ」というのが彼の大方針であり、そもそも文を書くか書かぬかも当然自由であるべきはずである。子どもの創作力の「全肯定」こそが自分の前提だ、と語っている。1917年(大正6年)、秋沢静尾と結婚、静尾は3年の結婚生活で結核のため死去。忠義は病気療養のため1年間休職。1922年(大正11年)、26歳で土佐郡鏡村梅木尋常小学校の校長になる。橋本等と再婚。彼は9年間教師生活を続け、1925年（大正14年）に至って田井村田井第一尋常高等小学校校長を最後にこれを退き、東京において、池袋児童の村小学校を拠点としつつ、雑誌『教育の世紀』編集に携わる。1927年（昭和2年）には、『鑑賞文選』という児童向けの綴り方雑誌の編集の中心となり、1929年（昭和4年）、『綴方生活』という教師向けの雑誌を児童の村の教師をしていた野村芳兵衛、峰地光重、小林かねよという先生たちと一緒に創刊、翌年には発行責任者に就き、運動を推進した。

## 顕彰
- 小砂丘忠義記念館[7] - 長岡郡大豊町のアルテ300内、小砂丘忠義の歩みと作品を展示。土讃線大杉駅下車　徒歩25分。

## 著作
- 『私の綴方生活』モナス　昭和13年
- 笹岡忠義著・日本作文の会編『生活綴方の伝統: 小砂丘忠義十五周忌記念論稿集』百合出版　1953年